# 快傑ヤンチャ丸
『快傑ヤンチャ丸』（かいけつやんちゃまる、英題：『Kid Niki: Radical Ninja』）は、1986年にアイレム（現・アイレムソフトウェアエンジニアリング）から稼動されたアーケードゲーム。
翌年9月26日には日本国内にてファミリーコンピュータ版が発売され、北米においては11月にNES版が発売された他、Apple II、コモドール64版が発売された。
ファミリーコンピュータ版は後にニンテンドー3DS用ソフト『パチパラ3D デラックス海物語 ～パチプロ風雲録・花 孤島の勝負師たち～』（2013年）に収録され、アーケード版はPlayStation 4およびNintendo Switch用ソフトとしてアーケードアーカイブスにて配信された。

## 概要
横スクロール型のアクションゲーム。攫われたくるみ姫を救出するため、忍者のヤンチャ丸が愛用の刀を武器に、風鈴城をのっとった妖怪軍団を倒すのが目的となる。

## 設定

### ストーリー
ヤンチャ丸は師匠である納芭飛毛蔵（おさばひけぞう）の元で剣の修行を行っていた。そんな折、くるみ姫が何者かに襲われ、ヤンチャ丸は駆けつける。師匠に事の成り行きを説明すると、師匠は風鈴城の乗っ取りを計画している像輪玄（ぞうりんげん）の一味に違いないと言う。
時が経ち、快傑ヤンチャ丸と呼ばれるようになった彼は秘技回転剣を会得していた。その夜、くるみ姫が飼っているハトの豆丸が傷ついた姿でヤンチャ丸の元へ飛んでくる。豆丸は巻物をくわえており、その巻物にはくるみ姫の字で「助けて候」と書かれていた。すでに風鈴城は像輪玄に乗っ取られていたのだ。
ヤンチャ丸はくるみ姫を救出するため、単身像輪玄に戦いを挑むのであった。 

### ステージ構成
ROUND1
険しい山々に囲まれた山道が舞台。
ボス：おたふく太郎
ROUND2
森と像輪玄の一味によって破壊しつくされた寺院が舞台。
ボス：地蔵小僧
ROUND3
断崖、雲の浮かぶ空、古くなったつり橋などが舞台。
ボス：増殖娘
ROUND4
地下水によって侵されてできた鐘乳洞が舞台。
ボス：おてもむかで
ROUND5
竹やぶと説教和尚の寺が舞台。
ボス：説教和尚
ROUND6
風鈴城の城壁が舞台。
ボス：カブト武士
ROUND7
風鈴城の中が舞台。
ボス：像輪玄
ROUND8
風鈴城の屋根が舞台。
ボス：像輪玄

## 敵キャラクター
青きつね隊
止まらずにまっすぐ突っ込んでくる。段差があると引き返す。飛び道具による攻撃なし。
赤きつね隊
プレイヤーを執拗に追いかけ、段差があっても飛び越えてくる。プレイヤーの手前に来るとバネや輪投げで攻撃してくる。
緑きつね隊
木の近くで待ち伏せしている。枝の上にいるものは爆弾を落としてくる。木の幹にしがみついているものは地上に降りて手裏剣を投げつける。
アクロバット隊
1面にいるものはその場ジャンプをするだけだが、6面からは側転しながら接近してきたり、3〜4人がかりで妨害したりする。
ゲリラ凧隊
3面から登場。動きを熟知していないと、攻撃を当てようとしてミスしやすい。
岩かめ隊
3面のみ登場。岩を押しながら低速で前進する。岩は回転剣等による数回の攻撃で破壊可能。岩を破壊されると低速で逃げる。
しろかべ隊
4面の池や6面の城壁にいる。顔を向いた方向（右か左）に、高速で上昇するシャボン玉を3発撃つ。
からす天狗隊
5面から登場。動きは青きつね隊と同じだが、数で圧倒してくる。
小坊主隊
5面から登場。時々、プレイヤーと飛び越えて振り返ると同時に数珠を投げるものがいる。
みはり鳥・みはり虫
動かないが、ほかの敵同様触れるとアウト。
爆弾鳥
頭に載せた爆弾をプレイヤーの手前に落としてくる。破裂したときの爆風に攻撃判定はない。
ふく面鳥
登場時は空中に1羽だけ止まっている。プレイヤーが近寄ると複数羽が同じ軌道で体当たりをするが、最後の1羽になると逃げようとする。すべて倒すとアイテム（銀の鈴）を出す。
小判鳥
バック宙しながら前進する鳥。倒すと小判（500点）を複数枚だす。
おたふく太郎
1面のボス。大きな頭を持つ忍者男。頭突き攻撃をしたりヤンチャ丸を息で吹き飛ばしたりする。
地蔵小僧
2面のボス。地蔵の姿をした小男。鎖玉を振りまわしながら、ブーメラン手裏剣を投げつけてくる。
増殖娘
3面のボス。人里離れた山奥の断崖に棲む妖怪で、像輪玄によってくの一に育てあげられた。回転剣で斬られると小さな姿に分裂する。
おてもむかで
4面のボス。鐘乳洞の奥深くに千年以上も君臨してきた大むかで。洞窟の中を縦横無尽に動きまわる。
説教和尚
5面のボス。像輪玄の側近で邪教に身を落とした破戒僧。邪教を世の中にはびこらせるのが夢。説教道の達人で「喝」などの声で攻撃したり、小坊主を呼び寄せたりする。
カブト武士
6面のボス。頑丈なカブトに身をつつんだ像輪玄直系の戦士。
像輪玄
本作品のラストボス。歌舞伎役者のような風貌で、火のような弾を吐いて攻撃してくる。

## 移植版
| No. | タイトル                                                            | 発売日                   | 対応機種                      | 開発元               | 発売元                  | メディア                                | 型式         | 売上本数 | 備考                           |
| --- | ------------------------------------------------------------------- | ------------------------ | ----------------------------- | -------------------- | ----------------------- | --------------------------------------- | ------------ | -------- | ------------------------------ |
| 1   | 快傑ヤンチャ丸 Kid Niki: Radical Ninja                              | 1987年9月26日 1987年11月 | ファミリーコンピュータ        | トーセ               | アイレム データイースト | 2メガビットロムカセット                 | IF-07 NES-KD | -        |                                |
| 2   | Kid Niki: Radical Ninja                                             | 1987年                   | Apple II コモドール64         | Quicksilver Software | データイースト          | フロッピーディスク                      | -            | -        |                                |
| 3   | パチパラ3D デラックス海物語 ～パチプロ風雲録・花 孤島の勝負師たち～ | 2013年2月7日             | ニンテンドー3DS               | アイレム             | アイレム                | ゲームカード                            | CTR-P-AU9J   | -        | ファミリーコンピュータ版の移植 |
| 4   | 快傑ヤンチャ丸                                                      | 2018年1月25日            | PlayStation 4 Nintendo Switch | アイレム             | ハムスター              | ダウンロード （アーケードアーカイブス） | -            | -        | アーケード版の移植             |

## 評価
ファミリーコンピュータ版
ゲーム誌『ファミコン通信』の「クロスレビュー」では合計18点（満40点）、『ファミリーコンピュータMagazine』の読者投票による「ゲーム通信簿」での評価は以下の通りとなっており、19.01点（満30点）となっている。また、同雑誌1991年5月10日号特別付録の「ファミコンロムカセット オールカタログ」では、「顔が大きな『おたふく太郎』など、敵キャラが特徴的」と紹介されている。
| 項目 | キャラクタ | 音楽 | 操作性 | 熱中度 | お買得度 | オリジナリティ | 総合  |
| 得点 | 3.51       | 3.15 | 3.19   | 3.20   | 2.95     | 3.01           | 19.01 |

## 続編
シリーズ作品として以下の作品が発売されている。
- 元祖!! ヤンチャ丸（GB） - 1991年7月11日発売。本作をベースとしているものの、ステージ構成や敵キャラクターが異なるなど大幅にアレンジされている。
- 快傑ヤンチャ丸2 からくりランド（FC） - 1991年8月30日発売。オリジナルの続編。
- 快傑ヤンチャ丸3 対決!ゾウリンゲン（FC） - 1993年3月30日発売。シリーズ最終作。